# نيل كوردي
نيل كوردي (بالإنجليزية: Neil Cordy)‏ هو لاعب كرة قدم أسترالية وصحفي ومعلق رياضي أسترالي، ولد في 8 أبريل 1959.

## وصلات خارجية
- نيل كوردي على موقع AustralianFootball.com (الإنجليزية)
- نيل كوردي على موقع AFLtables.com (الإنجليزية)